# Holiday at Lake Bodom (15 Years of Wasted Youth)
Albums de Children of Bodom
Relentless Reckless Forever
(2011) Halo of Blood
(2013)
Holiday at Lake Bodom (15 Years of Wasted Youth) est une compilation du groupe finlandais de death metal mélodique Children of Bodom, regroupant une chanson de l'album Something Wild, trois de Hatebreeder, trois de Follow the Reaper, quatre de Hate Crew Deathroll, quatre de Are You Dead Yet?, une de Blooddrunk, deux de Relentless Reckless Forever ainsi que deux titres inédits. Le DVD contient un documentaire de 20 minutes et le clip vidéo de "Shovel Knockout". Le livret contient des anecdotes des membres du groupe sur chacune des chansons. L'album est sorti le 22 mai 2012.

## Liste des chansons
| No  | Titre                                                           | Durée |
| --- | --------------------------------------------------------------- | ----- |
| 1.  | Hate Crew Deathroll                                             | 3:38  |
| 2.  | Shovel Knockout                                                 | 4:03  |
| 3.  | Hate Me!                                                        | 4:44  |
| 4.  | Everytime I Die                                                 | 4:03  |
| 5.  | Needled 24/7                                                    | 4:08  |
| 6.  | I'm Shipping Up to Boston (reprise de Dropkick Murphys)         | 2:50  |
| 7.  | Sixpounder                                                      | 3:24  |
| 8.  | Warheart                                                        | 4:06  |
| 9.  | Roundtrip to Hell and Back                                      | 3:47  |
| 10. | Trashed, Lost & Strungout                                       | 4:01  |
| 11. | Living Dead Beat                                                | 5:18  |
| 12. | Deadnight Warrior                                               | 3:21  |
| 13. | Blooddrunk                                                      | 4:06  |
| 14. | Follow the Reaper                                               | 3:47  |
| 15. | Are You Dead Yet?                                               | 3:54  |
| 16. | Silent Night, Bodom Night                                       | 3:11  |
| 17. | Jessie's Girl (avec Pasi Rantanen; reprise de Rick Springfield) | 2:58  |
| 18. | In Your Face                                                    | 4:16  |
| 19. | Angels Don't Kill                                               | 5:13  |
| 20. | Downfall                                                        | 4:33  |

## Personnel
Children of Bodom
- Alexi Laiho – chant, guitare lead
- Roope Latvala – guitare rythmique, chant secondaire sur les pistes  2, 6, 9, 10, 11, 13, 15, 17 et 18
- Jaska Raatikainen – batterie
- Henkka Seppälä – basse, chant secondaire
- Janne Wirman – claviers
- Alexander Kuoppala - guitare rythmique, chant secondaire sur les pistes 1, 3, 4, 5, 7, 8, 12, 14, 16, 19 et 20

Invité
- Pasi Rantanen - chant sur la piste 17

Production
- Toutes les pistes ont été re-mastérisées par Mika Jussila à Finnvox en février 2012